# Bătălia de la Monte Cassino
Bătălia de la Monte Cassino (denumită și Bătălia pentru Roma și Bătălia pentru Cassino) a fost o serie de patru bătălii grele duse în timpul celui de al Doilea Război Mondial, date de Aliați în scopul de a trece de Linia de Iarnă și de a elibera Roma.
La începutul lui 1944, jumătatea vestică a Liniei de Iarnă era sub controlul ferm al germanilor care ocupaseră văile Rapido, Liri și Garigliano, precum și câteva culmi și creste din jurul lor, toate cunoscute sub numele de Linia Gustav. Germanii nu ocupaseră vechea mănăstire de pe Monte Cassino, o abație înființată în anul 524 de Benedict din Nursia și care domina orașul Cassino și intrarea în văile Liri și Rapido, deși ocupau poziții defensive pe pantele abrupte de sub zidurile abației. La 15 februarie, mănăstirea, aflată pe un munte cu vedere spre orașul Cassino, a fost distrusă de 1.400 de tone de bombe lansate de forțele aeriene americane. Bombardamentul a fost lansat din teama ca abația să nu fie folosită ca post de observație pentru apărătorii germani. După două zile, parașutiștii germani⁠(d) au ocupat poziții în ruine; distrugerea provocată de bombardament și zona plină de dărâmături le-a dat soldaților protecție față de atacurile aeriene și de artilerie, făcând din acel sit o poziție defensivă mai viabilă. Între 17 ianuarie și 18 mai, apărătorii Liniei Gustav au fost asaltați de patru ori de trupele Aliate. În ultimul asalt, Aliații au desfășurat 20 de divizii pe un front de 35 km și i-au împins pe germani de pe pozițiile lor, cu pierderi grele.

## Context
Debarcările Aliaților în Italia din septembrie 1943 cu două armate sub comanda generalului Sir Harold Alexander au fost urmate de o înaintare către nord pe două fronturi, câte unul pe fiecare versant al Apeninilor care formează „coloana vertebrală” a Italiei. Pe frontul vestic, Armata a 5-a americană, sub comanda general-locotenentului Mark W. Clark, s-a deplasat din baza principală de la Napoli, iar pe cel de est general Sir Bernard Montgomery în fruntea Armatei a 8-a britanice a înaintat de-a lungul coastei Adriaticii.
Armata a 5-a a înaintat lent în fața terenului dificil, a vremii reci și a opoziției dârze a germanilor. Germanii luptau din mai multe poziții pregătite într-o manieră gândită în așa fel încât să producă pagube maxime, retrăgându-se apoi și câștigând timp pentru construcția pozițiilor defensive de pe Linia de Iarnă, la sud de Roma. Estimările inițiale, că Roma ar cădea până în octombrie 1943 s-au dovedit a fi mult prea optimiste.
Deși în est linia germană de apărare fusese ruptă pe frontul Adriaticii de Armata a 8-a britanică, ce a ajuns să captureze Ortona, înaintarea se împotmolise după dezlănțuirea la sfârșitul lui decembrie a unor furtuni de iarnă, care au făcut imposibile susținerea aeriană și mișcarea pe terenul accidentat. Drumul spre Rome dinspre est, pe Drumul 5 era astfel exclus ca opțiune viabilă, rămânând ca unice posibilități doar drumurile de la Napoli la Roma, șoselele 6 și 7; șoseaua 7 (vechia Via Appia romană) ducea de-a lungul coastei de vest dar la sud de Roma intra în mlaștinile Pontine pe care germanii le inundaseră. Șoseaua 6 trecea prin valea Liri⁠(d). Intrarea dinspre sud în această vale era dominată de o masă deluroasă în spatele orașului Cassino. Punctele excelente de observație de pe culmile câtorva dealuri le-au permis germanilor să detecteze mișcările aliaților, să peîntâmpine înaintarea lor spre nord, și să îndrepte tirul de artilerie către unitățile acestora. Linia de înaintare a aliaților era întretăiată de râul Rapido care izvorăște din centrul Apeninilor, curgea prin Cassino și traversa intrarea în valea Liri (la confluența râului Liri⁠(d) cu Rapido) după care râul rezultat primea numele de Garigliano (adesea denumit „Gari” de Aliați) care continua către mare. Cu solidele sale fortificații montane, cu traversări dificile de râuri (care erau nu doar rapide, ci și deviate de germani pentru a inunda fundul văii și a face condițiile de înaintare și mai grele pentru orice atacatori), Cassino era cuiul Liniei Gustav, cea mai puternică linie de apărare ce făcea parte din Linia de Iarnă.
Din cauza semnificației istorice a abației benedictine veche de paisprezece secole, în decembrie 1943, comandantul forțelor germane din Italia, feldmareșalul Albert Kesselring, a ordonat unităților germane să nu includă mănăstirea în pozițiile defensive, și a informat Vaticanul și Aliații de acest lucru.
Unele avioane de recunoaștere ale Aliaților au raportat prezența trupelor germane în mănăstire. Aceasta avea o poziție excelentă de observație a dealurilor și văilor din jur, fiind un punct natural pentru punctele de observație ale artileriei germane. Odată ce mănăstirea a fost distrusă, germanii au ocupat-o și au profitat de dărâmături pentru a-și construi poziții defensive. Argumentele militare care au dus la distrugerea mănăstirii s-au bazat însă în cele din urmă pe amenințarea potențială pe care o reprezenta ea, și nu pe ocuparea sau nu a ei de către inamic.

## Prima bătălie

### Pregătiri
Planul comandantului armatei a cincea americane, generalul Clark, era ca Corpul X britanic, aflat pe flancul stâng al frontului de 30 km, să atace în ziua de 17 ianuarie 1944, trecând râul Garigliano în apropierea coastei (diviziile de infanterie britanice 5 și 56). Divizia 46 Infanterie britanică urma să atace în noaptea de 19 ianuarie tot peste Garigliano în aval de confluența cu Liri, susținând atacul principal al Corpului II american aflat în dreapta sa. Principalul asalt frontal al Corpului II avea să înceapă la 20 ianuarie când Divizia 36 Infanterie americană urma să traverseze apele umflate ale râului Rapido la 8 km în aval de Cassino. Simultan, Corpul Expediționar Francez, condus de generalul Alphonse Juin⁠(d) urma să continue deplasarea către Monte Cairo⁠(d), punctul de joncțiune al liniilor defensive Gustav și Hitler. De fapt, Clark nu credea că sunt mari șanse pentru un succes rapid, dar credea că atacurile vor atrage resursele germanilor din zona Romei la timp pentru atacul de la Anzio în care Cropul VI american (Divizia I Infanterie britanică și Divizia 3 Infanterie americană) urmau să efectueze o debarcare cu amfibii în ziua de 22 ianuarie. Se spera ca debarcarea de la Anzio, profitând de elementul surpriză și de o înaintare rapidă pe continent către Dealurile Albane, care aveau vedere atât către drumul 6 cât și către drumul 7, să amenințe spatele și rutele de aprovizionare ale liniei Gustav și să-i determine pe aceștia să se retragă de pe această linie pe unele poziții de la nord de Roma. Deși aceste așteptări erau consistente cu tacticile germane din cele trei luni anterioare, serviciile de informații aliate nu înțeleseseră că strategia atacurilor și retragerilor avusese singurul scop de a pregăti linia Gustav pe care germanii intenționau să o păstreze cu fermitate. Serviciile de informații ale aliaților i-au determinat pe aceștia să fie prea optimiști.

Prima bătălie: planul de atac.

Armata a Cincea abia ajunsese la linia Gustav la 15 ianuarie, după șase săptămâni de lupte grele pentru o înaintare de 11 km prin pozițiile de pe linia Bernhardt, în timpul cărora suferiseră 16.000 de pierderi omenești. Nu a fost timp pentru pregătirea noului asalt, și nici să se odihnească și să se reorganizeze după trei luni de lupte de uzură în zona de la nord de Napoli. Întrucât șefii de Stat Major aliați ar fi avut disponibile vehiculele de debarcarea abia la începutul lui februarie, debarcarea de la Anzio urma să aibă însă loc la sfârșitul lui ianuarie, împreună cu atacul coordonat asupra liniei Gustav efectuat cu trei zile înainte.

### Primul asalt: Corpul X pe flancul stâng, 17 ianuarie
Primul asalt a fost efectuat la 17 ianuarie. În apropierea coastei, Corpul X britanic (Diviziile 56 și 5) au forțat traversarea lui Garigliano (fiind urmat după două zile de Divizia 46 britanică în dreapta lor), ceea ce l-a determinat pe generalul von Senger, comandantul Corpului XIV Panzere german, responsabil de fortificațiile Gustav din jumătatea sud-vestică a liniei, să se îngrijoreze serios în ce privește capacitatea Diviziei 94 Infanterie germană de a apăra linia. Ca răspuns la îngrijorările lui Senger, Kesselring a ordonat Diviziilor 29 și 90 Infanterie Ușoară să vină din zona Romei pentru a întări pozițiile. S-a speculat ulterior ce s-ar fi intâmplat dacă Corpul X ar fi avut rezervele disponibile pentru a exploata succesul și pentru a rupe decisiv liniile. Corpul nu beneficia de oameni în plus, dar ar fi fost în mod sigur timp pentru a modifica planul general de bătălie și a anula sau modifica atacul central al Corpului II pentru a elibera oameni pentru a forța liniile în sud înainte de sosirea întăririlor germane. Cartierul General al Armatei a Cincea nu a apreciat corect slăbiciunea poziției germane, iar planul a rămas neschimbat. Cele două divizii de la Roma au sosit la 21 ianuarie și au stabilizat poziția germană din sud. Planul a continuat însă să funcționeze, prin aceea că rezervele lui Kesselring fuseseră atrase către sud. Cele trei divizii ale Corpului X au suferit 4.000 de pierderi omenești în timpul primei bătălii.

### Atacul principal: Corpul II în centru, 20 ianuarie

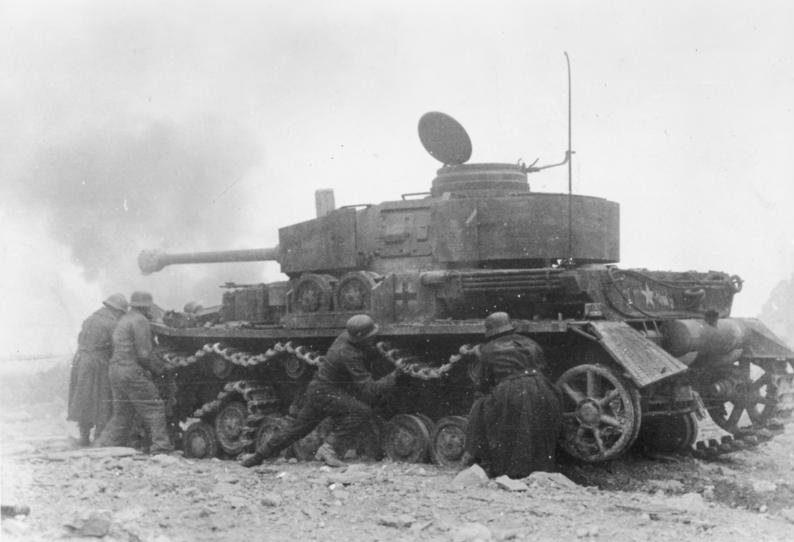
Echipajul unui Panzer german încearcă să refacă mobilitatea tancului Pz.Kpfw. IV Ausf. H după ce acesta a suferit avarii în timpul luptelor de la Monte Cassino.

Atacul central al Diviziei 36 americane a început cu trei ore înainte de apusul Soarelui în ziua de 20 ianuarie. Lipsa de timp de pregătire a însemnat că apropierea de râu rămânea periculoasă din cauza capcanelor și minelor neîndepărtate, iar operațiunea complexă de trecere a unui râu nu beneficiase de planificarea și exercițiul necesar. Deși un batalion al Regimentului 143 a reușit să treacă peste Rapido la sud de San Angelo și două companii ale Regimentului 141 au reușit același lucru la nord, ele au rămas mare parte din timp izolate, iar blindatele aliaților nu au reușit deloc să treacă râul, rămânând vulnerabile la contraatacurile tancurilor și tunurilor motorizate din Divizia 15 Panzere a generalului german Eberhard Rodt⁠(d). Grupul sudic a fost forțat să se retragă peste râu în dimineața zilei de 21 ianuarie. General-maiorul Geoffrey Keyes⁠(d), aflat la comanda Corpului II, a insistat ca Divizia 36 a gen.-mr. Fred Walker să reia imediat atacul. Din nou, cele două regimente au atacat, dar fără succese mai mari în fața Diviziei 15 Panzer, deja bine poziționată: Regimentul 143 a trecut râul cu un număr de soldați echivalent cu două batalioane, dar din nou fără susținere din partea blindatelor, fiind devastate după răsăritul soarelui a doua zi. Regimentul 141 a trecut și el cu două batalioane și, în pofida lipsei de susținere din partea blindatelor, a reușit să înainteze1 km. La venirea zorilor însă, și acestea au fost decimate, iar până în seara zilei de 22 ianuarie, regimentul practic nu mai exista: doar 40 de oameni s-au mai întors între liniile aliaților. Asaltul s-a soldat cu un eșec plătit scump, Divizia 36 pierzând 2.100 de oameni, morți, răniți și dispăruți, în 48 de ore.

### Încercarea Corpului II la nord de Cassino: 24 ianuarie

Prima bătălie: sectorul nordic 24 ianuarie - 11 februarie 1944.

Următorul atac s-a lansat la 24 ianuarie. Corpul II american, cu Divizia 34 Infanterie a general-maiorului Charles W. Ryder în fruntea atacului și cu trupele coloniale franceze pe flancul drept, au lansat un asalt peste valea inundată a râului Rapido la nord de Cassino în munții din spatele acestuia cu scopul de a se deplasa apoi spre stânga și de a ataca Monte Cassino de pe poziții înalte. Deși trecerea râului avea să fie mai simplă deoarece în amonte de Cassino, Rapido putea fi trecut prin vaduri, din cauza inundării, deplasarea pe malurile lui de ambele părți era foarte dificilă. În mod deosebit, vehiculele blindate nu se puteau deplasa decât pe paturi din plăci de oțel, și a durat opt zile de lupte sângeroase pe terenul îmbibat cu apă pentru ca Divizia 34 să împingă Divizia 44 germană a generalului Franck pentru a stabili un cap de pod în munți.

### Corpul francez oprit pe flancul drept
Pe dreapta, trupele franceze marocane înaintaseră bine la început în fața Diviziei 5 vânători de munte germane, comandată de generalul Julius Ringel⁠(d), câștigând poziții pe pantele obiectivului lor de bază, Monte Cifalco. Unitățile din ariergarda Divizii 3 algeriene trecuseră pe lângă Monte Cifalco și capturaseră Monte Belvedere și Colle Abate. Generalul Juin era convins că și Cassino poate fi ocolit și că fortificațiile germane pot fi dislocate pe această rută nordică, dar cererile sale de trupe din rezervă pentru a menține viteza de înaintare i-au fost refuzate și singurul regiment de rezervă disponibil (din Divizia 36) a fost trimis să întărească Divizia 34. Până la 31 ianuarie, francezii se opriseră în timp ce Monte Cifalco, de pe care se vedeau bine flancurile și liniile de aprovizionare franceze și americane, rămânea în mâinile germanilor. Cele două divizii franco-marocane au suferit 2.500 de pierderi omenești în luptele lor din zona Monte Belvedere.

### Corpul II în munții de la nord de Cassino
A devenit misiunea Diviziei 34 americane (împreună cu Regimentul 142 din Divizia 36) să lupte către sud de-a lungul dealurilor înlănțuite către intersecția lor cu creasta de la capătul de sud al așa-numitului Deal al Mănăstirii. Ei puteau atunci pătrunde în valea Liri în spatele fortificațiilor Liniei Gustav. Misiunea era una dificilă: munții erau stâncoși, plini de bolovănișuri și tăiați de râpe și viroage. Săpatul de tranșee și gropi pe pământul stâncos era exclus, fiecare trăsătură de relief fiind expusă focului din partea punctelor înalte din jur. Nici viroagele nu erau bune, deoarece grozamele ce creșteau acolo, departe de a oferi camuflaj, fuseseră împânzite cu mine, capcane și sârme ghimpate. Germanii avuseseră trei luni să pregătească pozițiile defensive cu dinamită și să strângă stocuri de muniții. Nu exista adăpost natural, iar fremea era umedă și geroasă.
Până la începutul lui februarie, infanteria americană capturase un punct strategic lângă cătunul San Onofrio, la mai circa un kilometru de mănăstire, și până la 7 februarie, un batalion ajunsese la Punctul 445, un deal cu culmea rotunjită aflat imediat sub mănăstire și la nu mai mult de 400 m distanță. O escadrilă americană a efectuat o misiune de recunoaștere până în apropierea zidurilor abrupte ale mănăstirii, călugării observând patrulele germane și americane care schimbau focuri de armă. Tentativele de a cuceri Monte Cassino au fost însă blocate de tirul susținut de mitralieră de pe pantele de sub mănăstire. În pofida luptelor crâncene, Divizia 34 nu a reușit să cucerească ultimele redute de pe Dealul 593 (denumit de germani Muntele Cavaleriei), ținut de batalionul 3 din Regimentul 2 parașutiști german, punctul dominant de pe creasta ce ducea spre mănăstire.

### Urmări
La 11 februarie, după un ultim asalt nereușit de 3 zile asupra Dealului Mănăstirii și asupra orașului Cassino, americanii s-au retras. Corpul II american nu mai avea resurse, după două săptămâni de lupte grele. Faptele Diviziei 34 din munți sunt considerate unele dintre cele mai curajoase fapte de arme ale oricăror soldați în întreg războiul. Ea a suferit pierderi de 80% în batalioanele de infanterie, pierzând circa 2.200 de oameni.
În culmea luptelor din primele zile ale lui februarie, generalul von Senger und Etterlin își deplasase Divizia 90 de pe frontul Garigliano la nord de Cassino și fusese atât de alarmat de pierderi încât „...am insistat cu toată autoritatea mea să cer să se renunțe la bătălia de la Cassino și să ocupăm o nouă linie. ... o poziție, de fapt, la nord de capul de pod Anzio”. Kesselring a refuzat cererea. La momentul crucial, von Senger a reușit să arunce în lupta Divizia 71 infanterie, lăsând la locul ei Divizia 15 grenadieri Panzer (pe care urma să o întărească).
În timpul bătăliei au fost momente când, cu o utilizare mai judicioasă a resurselor, unele poziții promițătoare ar fi putut fi transformate în mișcări decisive. Unii istorii sugerează că necapitalizarea succesului inițial ar putea fi pusă pe seama lipsei de experiență a generalului Clark. Cel mai probabil, însă, este că el avea prea multe de făcut, fiind responsabil și pentru ofensiva de la Cassino și pentru cea de la Anzio. Această părere este susținută de incapacitatea generalului Truscott de a comunica cu el într-un moment critic al atacului de la Anzio în timpul celei de a patra bătălii de la Cassino. Deși generalul Alexander a ales (cu argumente perfect logice de coordinare) să țină Cassino și Anzio sub comanda unui singur general, împărțind linia Gustav între armatele a 5-a americană și a 8-a britanică, Kesselring a ales să creeze o Armată a 14-a separată sub comanda gen. Eberhard von Mackensen⁠(d) care să lupte la Anzio, lăsând linia Gustav doar în seama Armatei a 10-a a gen. Heinrich von Vietinghoff⁠(d).
Unitățile americane retrase au fost înlocuite cu Corpul Neozeelandez (Divizia a 2-a neozeelandeză și Armata a 4-a indiană) din cadrul Armatei a 8-a britanice de pe frontul de la Adriatica. Corpul Neozeelandez se afla sub comanda gen.-lt. Bernard Freyberg, 1st Baron Freyberg⁠(d).

## A doua bătălie (OperațiuneaAvenger)

Planul de atac în a doua bătălie.

### Context
Cum Corpul VI american era grav amenințat la Anzio, Freyberg era presat să lanseze o acțiune de susținere la Cassino. Din nou, astfel, s-a reluat bătălia fără ca atacatorii să fie bine pregătiți. Din nou, Cartierul General nu a apreciat corect dificultățile de a poziționa Divizia IV infanterie indiană în munți și de a o aproviziona pe crestele și văile de la nord de Cassino (folosind catâri pe drumuri de 11 km de poteci ale turmelor de capre pe un teren perfect vizibil de la mănăstire, expus tirului precis de artilerie — de unde și numele de „Valea Morții”). Aceasta a fost evidențiată în scrierile gen.-mr. Howard Kippenberger⁠(d), comandantul Diviziei 2 neozeelandeze, după război:
| “ | "Bietul Dimoline⁠(d), comandantul Diviziei 4 indiene, avea mari greutăți în a-și poziționa divizia. Eu n-am apreciat niciodată dificultățile până n-am fost la fața locului după război”. | ” |

Planul lui Freyberg era o continuare a primei bătălii: un atac dinspre nord de-a lungul crestelor muntoase și un atac dinspre sud-est de-a lungul căii ferate și capturarea gării de dincolo de Rapido aflată la un kilometru sud de orașul Cassino. Succesul ar fi dus la cucerirea orașului Cassino și la deschiderea văii Liri. Freyberg își informase însă superiorii privind opinia sa că, date fiind circumstanțele, șansele de succes ale ofensivei sunt mai mici de 50%.

### Distrugerea mănăstirii
Din ce în ce mai mult, opiniile anumitor ofițeri aliați s-au fixat pe marea mănăstire de la Monte Cassino: ei considerau că mănăstirea — și presupusa sa utilizare ca punct de observație pentru artileria germană — era cea care împiedica ruperea liniei Gustav.
Presa britanică, precum și C. L. Sulzberger⁠(d) de la The New York Times scriau adesea foarte convingător și în detaliu (de multe ori cu date fabricate) despre niște presupuse posturi de observație și de artilerie germane din interiorul abației. Comandantul Forțelor Aeriene Aliate din Mediterana, general-locotenentul Ira Clarence Eaker⁠(d) însoțit de general-locotenentul Jacob L. Devers (adjunct al generalului Sir Henry Maitland Wilson, comandantul suprem al trupelor aliate de pe teatrul de război din Mediterana) a observat personal în timpul unui zbor de recunoaștere „o antenă radio [...] uniforme germane agățate pe o sârmă de rufe în curtea mănăstirii; [și] poziții de mitraliere la 50 yarzi de zidurile mănăstirii.” General-maiorul Geoffrey Keyes⁠(d) din Corpul II american a zburat și el pe deasupra mănăstirii de câteva ori; el a raportat că nu a văzut niciun indiciu al prezenței germanilor în abație. Când a fost informat că alții au văzut germani în mănăstire, a afirmat: „se uită de atâta timp că au început să aibă vedenii.”
La cartierul general neozeelandez, așa cum arată scrierile general-maiorului Kippenberger, se considera că mănăstirea ar putea fi folosită de germani drept punct de observație pentru tragerile de artilerie, întrucât era atât de perfect poziționată în acest scop încât nicio armată nu s-ar fi putut abține să o folosească. Nu există dovezi clare în acest sens, dar el a scris și că din punct de vedere militar, starea de ocupare a mănăstirii era volatilă:
| “ | Dacă nu este ocupată astăzi, mâine ar putea fi și nu părea că i-ar fi greu dușmanului să aducă provizii acolo în timpul unui atac sau să se adăpostească soldații acolo în caz că sunt îndepărtați de pe pozițiile din exterior. Nu se putea cere soldaților să atace un deal dominat de o astfel de clădire intactă, capabilă să adăpostească mai multe sute de infanteriști în deplină siguranță față de focul de artilerie pregătiți ca în orice moment critic să iasă și să contraatace ... Neavariată, era un perfect adăpost dar cu ferestrele sale înguste și cu profilele de nivel nesatisfăcătoare pentru poziții de luptă. Zdrobită de bombardamente, era o grămadă încâlcită de dărâmături și moloz deschisă tirului eficient al tunurilor, mortierelor și bombardierelor și o capcană a morții pentru un nou bombardament. În ansamblu, am considerat că ar fi mai utilă germanilor dacă rămâne nebombardată. | ” |

General-maiorul Francis Tuker⁠(d), a cărui Divizie 4 indiană urma să aibă misiunea de a ataca Dealul Mănăstirii, apreciase și el situația. În absența unor informații detaliate de la cartierul general al Armatei a 5-a americane, el a găsit într-o librărie din Napoli o carte din 1879 cu detalii ale construcției mănăstirii. În memorandumul său adresat lui Freyberg, a concluzionat că indiferent dacă mănăstirea este ocupată sau nu de germani, ea trebuie demolată pentru a preveni ocupația efectivă. El a arătat că, cu zidurile sale înalte de 45 m și groase de cel puțin 3 m, geniștii nu au cum să distrugă acest obiectiv, și că bombardarea cu bombe puternice este singura soluție, întrucât bombele de 500 kg ar fi „aproape inutile”.
La 11 februarie 1944 comandantul Diviziei 4 indiene, Harry Dimoline⁠(d), a cerut bombardarea mănăstirii Monte Cassino. Tuker a reiterat opinia sa în favoarea bombardamentului de pe patul său de spital de la Caserta, unde era tratat după un grav atac de febră tropicală. Freyberg a transmis cererea la 12 februarie. Cererea lui Freyberg pentru un atac aerian a fost extinsă de Forțele Aeriene și probabil susținută de Ira Eaker și Jacob L. Devers. Ei au căutat să utilizeze ocazia pentru a demonstra capabilitățile aviației americane de susținere a operațiunilor terestre. Gen-lt. Mark W. Clark de la Armata a 5-a și șeful statului său major, general-maiorul Alfred Gruenther⁠(d) a rămas convins de „necesitatea militară”. Când a predat corpului neozeelandez pozițiile Corpului II american, generalul de brigadă J.A. Butler, comandant adjunct al Diviziei 34 americane, a spus: „nu știu, dar nu cred că inamicul este în mănăstire. Toate focurile au venit de pe deal, de sub ziduri”. În cele din urmă, Clark, „care nu dorea ca mănăstirea să fie bombardată”, l-a obligat pe comandantul forțelor armate aliate din Italia, general Sir Harold Alexander să-și asume răspunderea: „i-am zis: «dați-mi un ordin direct și-l voi executa», și mi-a dat.”
Misiunea de bombardament din dimineața zilei de 15 februarie 1944 a implicat 142 de bombardiere B-17 Flying Fortress, 47 B-25 Mitchell și 40 de bombardiere medii Martin B-26 Marauder⁠(d). În total, ele au lansat 1.150 tone de explozibili și bombe incendiare asupra abației, transformând vârful Monte Cassino într-un maldăr de moloz. Între bombardamente, artileria Corpului II a lovit și ea muntele. Numeroși soldați și corespondenți de presă aliați s-au bucurat observând operațiunea. Eaker și Devers s-au uitat și ei; Juin ar fi remarcat: „... nu, așa n-o să ajungă nicăieri.” Clark și Gruenther au refuzat să fie la fața locului și au rămas în cartierul general. În aceeași după-amiază și a doua zi, într-o continuare agresivă, ruinele marii mănăstirii au continuat să fie zguduite de alte baraje de artilerie și bombardamente din 59 de bombardiere de vânătoare.
Raidul aerian nu fusese bine coordonat între aer și sol, având sincronizarea făcută de Forțele făcând din ea o operațiune separată, dată fiind vremea și celelalte necesități ale altor fronturi și teatre de operațiuni, fără vreo legătură cu forțele terestre (soldații indieni de pe Capul-de-Șarpe ai fost luați prin surprindere în momentul când a început bombardamentul). Raidul a avut loc cu două zile înainte ca neozeelandezii să fie pregătiți să lanseze asaltul final. Mulți soldați abia fuseseră luați de pe pozițiile lor din Corpul II american la 13 februarie și, pe lângă dificulatățile din munți, pregătirile din vale fuseseră și ele întârziate de dificultățile aprovizionării trupelor nou-instalate cu suficiente materiale pentru un asalt total, din cauza vremii rele, inundațiilor și a pământului îmbibat cu apă.

### După bombardament

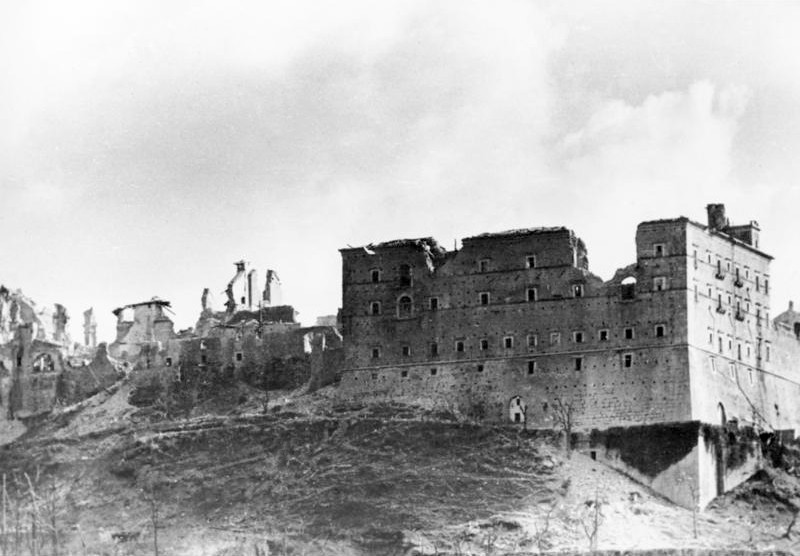
Monte Cassino în ruine

Papa Pius al XII-lea nu a spus nimic după bombardament; Cardinalul Secretar de Stat al Vaticanului, Luigi Maglione⁠(d), i-a declarat însă sec diplomatului american de pe lângă Sfântul Scaun, Harold Tittmann, că bombardamentul este „o greșeală colosală... o dovadă de crasă prostie.”
Din toate cercetările care au urmat de atunci, este sigur doar faptul că singurii care au murit în mănăstire odată cu bombardamentul erau civilii italieni care căutatu să se refugieze la abație. Nu există dovezi că bombele aruncate pe mănăstirea Monte Cassino în acea zi ar fi ucis vreun soldat german. Dată fiind imprecizia bombardamentelor din acele zile (s-a estimat că doar 10% din bombele lansate de bombardierele grele de la mare altitudine au lovit mănăstirea) au căzut bombe și în alte părți, ucigând fără intenție soldați aliați și germani. Într-adevăr, șaisprezece bombe au lovit perimetrul Armatei a 5-a de la Presenzano la 27 km de Monte Cassino și au explodat la câțiva metri de rulota în care gen. Clark lucra la biroul său.
În ziua de după bombardament, la prima oră a dimineții, majoritatea civililor rămași în viață au fugit dintre ruine. Au mai rămas doar aproximativ 40 de oameni: cei șase călugări care s-au ascuns în subteranele adânci ale abației, abatele în vârstă de 79 de ani, Gregorio Diamare⁠(d), trei familii de țărani chiriași, copiii orfani și abandonați, cei grav răniți și muribunzii. După barajul de artilerie și reluarea bombardamentelor și atacurilor pe creastă din partea Diviziei 4 indiene, călugării au decis să plece și ei împreună cu ceilalți care se puteau deplasa, la ora 07:30 în 17 februarie. Bătrânul abate a plecat în fruntea grupului pe drumul de catâri către valea Liri, recitând din rozariu. După ce au sosit la un punct german de prim ajutor, unii din cei grav răniți care fuseseră duși de călugări au fost luați de o ambulanță militară. După ce s-au întâlnit cu un ofițer german, călugării au fost duși la Mănăstirea Sant'Anselmo. La 18 februarie abatele s-a întâlnit cu comandantul Corpului XIV Panzer, general-locotenentul Fridolin von Senger und Etterlin⁠(d). Un călugăr, Carlomanno Pellagalli, a revenit la abație; când a fost văzut umblând printre ruine, parașutiștii germani au crezut că este o fantomă. După 3 aprilie, el nu a mai fost văzut.

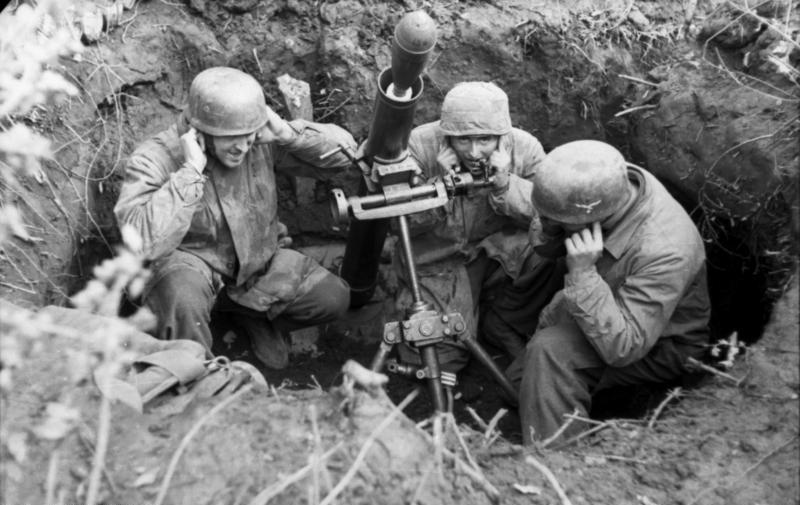
Parașutiști germani la Monte Cassino.

Ce se știe acum este că germanii se înțeleseseră cu călugării să nu folosească abația în scopuri militare cât timp aceștia mai erau acolo. În urma distrugerii, soldați ai Diviziei 1 parașutiști germană au ocupat ruinele mănăstirii, transforând-o într-o fortăreață și post de observație, o problemă serioasă pentru forțele aliate.

### Bătălia
În noaptea de după bombardament, o companie a primului batalion din Royal Sussex Regiment⁠(d) (unul din elementele britanice din cadrul Diviziei 4 indiene) a atacat punctul-cheie 593 de pe poziția sa de la 65 m distanță de pe creasta Capului de Șarpe. Atacul a eșuat și compania a pierdut 50% din efective.
În noaptea următoare, Regimentului Sussex i s-a ordonat să atace cu un batalion. Începutul a fost dezastruos. Artileria nu putea fi folosită pentru a susține direct punctul 593 din cauza apropierii prea mari și a riscului de a lovi trupele proprii. S-a plănuit deci să se bombardeze punctul 575 care susținea apărătorii din punctul 593. Topografia zonei făcea ca proiectilele trase către 575 să treacă la mică înălțime peste creasta Capului de Șarpe și astfel o parte din ele au căzut printre companiile de asalt. După o reorganizare, atacul a pornit la miezul nopții. Luptele au fost crâncene, adesea corp la corp, dar apărătorii hotărâți au rezistat iar batalionul Sussex a fost respins, din nou cu peste 50% pierderi. În cele două nopți, regimentul Sussex a pierdut 12 ofițeri din 15 și 162 din 313 oameni care au luat parte la atac.
În noaptea de 17 februarie a avut loc asaltul principal. Regimentul 4/6 pușcași Rajputana aveau să înceapă atacul asupra punctului 593 cu restul regimentului Sussex care urma să treacă printre ele și să atace punctul 444 odată ce punctul 593 ar fi fost cucerit. Între timp, regimentele 1/2 și 1/9 pușcași Gurkha urmau să parcurgă pantele și ravenele atacând direct mănăstirea. Aceasta din urmă trebuia făcută peste un teren foarte dificil, dar speranța era că cei din Gurkha, provenind din Himalaya, pricepuți la lupta pe teren montan, vor reuși. Speranța a fost deșartă. Din nou luptele au fost grele, dar nu s-a înaintat și pierderile au fost mari. Rajputana au pierdut 196 de oameni, Gurkha 1/9th, 149, iar Gurkha 1/2, 96. A devenit clar că atacul a eșuat, iar la 18 februarie, generalii Dimoline și Freyberg au oprit atacurile asupra Dealului Mănăstirii.
În cealaltă jumătate a principalului atac, cele două companii din Batalionul 28 Māori al diviziei neozeelandeze au forțat o traversare a râului Rapido și au încercat să ocupe gara Cassino; au reușit, dar nu au reușit să își facă punte peste ultima gaură din digul pe care trecea calea ferată înainte de venirea zorilor, astfel că au rămas fără susținerea din partea blindatelor. Cu ajutorul unui ecran de fum permanent creat de artileria aliaților și prin care își ascundeau pozițiile față de artileria germană de pe Dealul Mănăstirii, au reușit să-și păstreze poziția mare parte din zi. Izolarea și lipsa susținerii din partea blindatelor și a tunurilor antitanc a făcut însă poziția una neapărabilă spre după-amiaza zilei de 18 februarie, când inamicul a contraatacat cu tancurile. Li s-a ordonat să se retragă până la râu atunci când cartierul general a înțeles că și tentativele de a rupe frontul în munți și de-a lungul digului sunt sortite eșecului. Fuseseră foarte aproape. Germanii au fost foarte alarmați de capturarea gării și, dintr-o conversație purtată de Kesselring cu comandantul Armatei a 10-a, von Vietinghoff, rezultă că nu se așteptau la succesul contraatacului.

## A treia bătălie

A treia bătălie: planul de atac.

### Planurile
Pentru a treia bătălie, s-a decids că, atâta vreme cât persistă vremea de iarnă, forțarea râului Rapido în aval de Cassino este o opțiune nefavorabilă (după experiențele nefericite din primele două bătălii). „Cârligul drept” din munți fusese și el un eșec costisitor, și s-a decis lansarea de atacuri similare dinspre nord de-a lungul văii Rapido: unul către orașul fortificat Cassino și celălalt către Dealul Mănăstirii. Ideea era de a elibera calea prin strâmtoarea dintre cele două trăsături geografice pentru a permite accesul către gara din sud și deci către valea Liri valley. Divizia 78 infanterie britanică, sosită spre sfârșitul lui februarie și pusă sub comanda corpului neozeelandez, urma apoi să treacă râul Rapido în aval de Cassino și să înceapă înaintarea spre Roma.
Niciun comandant aliat nu era mulțumit de plan, dar existau speranțe că un bombardament preliminar fără precedent, realizat cu bombardiere grele, s-ar putea dovedi un atu. Era nevoie de trei zile senine cu vreme bună și asaltul a fost astfel amânat timp de 21 de zile succesive, trupele așteptând pe pozițiile lor ca vremea rece și umedă să se îmbuneze. General-maiorul Kippenberger, comandantul Diviziei 2 neozeelandeze a fost rănit de o mină antipersonal și și-a pierdut ambele picioare. El a fost înlocuit cu generalul de brigadă Graham Parkinson. Singura veste bună pentru aliați a fost eșecul contraatacului german de la Anzio.

### Bătălia
A treia bătălie a început la 15 martie. După un bombardament de 750 de tone cu bombe de 500 kg cu fitile cu acțiune întârziată, început la ora 08:30 și care a durat trei ore și jumătate, neozeelandezii au înaintat în spatele unui baraj de artilerie din partea a 746 de tunuri. Succesul depindea de cum se va profita de efectul paralizant al bombardamentului. Forțele defensive s-au grupat mai rapid decât se așteptau aliații, și blindatele au fost întârziate de craterele bombelor. Neozeelandezii au fost aproape de reușită, dar când s-a ordonat în sfârșit asaltul pe stânga în acea seară, era deja prea târziu: apărarea germană se reorganizase și, cel mai important, a început din nou să plouă, contrar prognozelor. Ploaia torențială a inundat craterele bombelor, a transformat molozul în mocirlă și a blocat comunicația, radiourile neputând funcționa în umezeală. Norii negri de ploaie au obturat și lumina lunii, îngreunând misiunea de eliberare a drumurilor printre dărâmături. Pe dreapta, neozeelandezii capturaseră Dealul Castelului și punctul 165 și, după cum se planificase, elemente ale Diviziei 4 infanterie indiene, acum sub comanda general-maiorului Alexander Galloway⁠(d), trecuseră la atacul asupra punctului 236 și de acolo la punctul 435, Dealul Spânzuratului. În confuzia înălțimilor, o companie din batalionul 1/9 pușcași Gurkha a pornit pe un drum ce ocolea punctul 236 și a capturat punctul 435 în vreme ce atacul asupra punctului 236 efectuat de batalionul 1/6 pușcași Rajputana a fost respins.
Până la sfârșitul zilei de 17 martie, Gurkha cuceriseră Dealul Spânzuratului (punctul 435), aflat la 220 m de mănăstire, cu un batalion (deși liniile de aprovizionare le fuseseră compromise de pozițiile germane de la punctul 236 și din zona de nord a orașului), în vreme ce orașul era în continuare apărat. Unități neozeelandeze de infanterie și blindate au reușit, totuși, să treacă prin strâmtoare și să cucerească gara. Germanii puneau încă să-și mai întărească trupele din oraș și se dovedeau foarte abili în infiltrarea de lunetiști în zone ale orașului despre care se credea că fuseseră eliberate.
Ziua de 19 martie a fost stabilită ca zi a loviturii decisive asupra orașului și mănăstirii, fiind planificat și un atac-surpriză cu tancurile din Brigada 20 blindate pe drumul de la Cairo la ferma Albaneta (drum ce fusese pregătit de unitățile de geniu pe întuneric) și de acolo către mănăstire. Un contraatac surprinzător și puternic susținut asupra mănăstirii de pe Dealul Castelului venit din partea Diviziei 1 parașutiști germane a perturbat total orice posibilitate de atac asupra mănăstirii dinspre dealurile Castelului și Spânzuratului în vreme ce tancurile, lipsite de susținerea infanteriei au fost toate scoase din luptă până la jumătatea după-amiezii. În oraș, atacatorii au avansat greu, și per total inițiativa a trecut în mâinile germanilor ale căror poziții în apropiere de Dealul Castelului, poarta către pozițiile de pe Dealul Mănăstirii, au împiedicat orice perspectivă de succes rapid.
La 20 martie, Freyberg a adus în luptă elemente din Divizia 78 infanterie; în primul rând pentru a mări numărul trupelor din oraș astfel încât zonele eliberate să nu mai poată fi reinfiltrate de germani, și în al doilea rând pentru a întări poziția de pe Dealul Castelului și a permite astfel eliberarea de trupe pentru închiderea celor două trasee dintre Dealul Castelului și punctele 175 și 165 prin care germanii puteau să îi mai întărească pe apărătorii orașului. Comandanții aliați s-au simțit în pragul succesului, deși în ziua de 21 martie luptele grele au continuat. Apărătorii erau însă hotărâți și atacul asupra punctului 445 pentru blocarea rutei de întărire a germanilor a eșuat la limită, în timp ce în oraș aliații avansau doar casă cu casă.
La 23 martie, Alexander s-a întâlnit cu comandanții lui. S-au exprimat mai multe opinii privind perspectiva victoriei, dar era evident că diviziile neozeelandeză și indiană erau epuizate. Freyberg s-a lăsat convins că lupta nu mai poate fi susținută și a renunțat la atac. Divizia 1 parașutiști germană, descrisă după câteva săptămâni de generalul Alexander, comandantul teatrului de operațiuni din Italia, într-o conversație cu generalul Kippenberger drept „...cea mai bună divizie din armata germană...”, suferise pierderi grele, dar câștigase.

### Urmări
Aliații au petrecut următoarele trei zile stabilizând frontul, extrăgând grupurile izolate de Gurkha de pe Dealul Spânzuratului și detașamentul din Batalionul 24 neozeelandez care ținuse punctul 202 la fel de izolat. Linia aliată a fost reorganizată prin retragerea epuizatelor divizii 4 indiană și 2 neozeelandeză și înlocuirea lor în munți cu Divizia 78 britanică și în oraș cu brigada 1 infanterie britanică. Cartierul general al corpului neozeelandez a fost dizolvat la 26 martie și controlul a fost preluat de Corpul XIII britanic. În perioada petrecută pe frontul Cassino, Divizia 4 indiană pierduse 3.000 de oameni, iar cea neozeelandeză, 1.600 de oameni, morți, dispăruți și răniți.
Apărătorii germani au plătit și ei scump. Jurnalul de război al Corpului XIV german din data de 23 martie notează că batalioanele din prima linie mai dispuneau de efective între 40 și 120 de oameni fiecare.

## A patra și ultima bătălie

Planul de atac al aliaților în a patra bătălie (Operațiunea Diadema).

### Strategia lui Alexander
Strategia generalului Alexander în Italia a fost: „...de a forța inamicul să angajeze numărul maxim de divizii în Italia la momentul lansării invaziei peste canal.” Circumstanțele i-au permis timpul necesar să pregătească o ofensivă majoră în acest scop. Planul lui, inspirat la început din ideea generalului francez Juin de a ocoli Cassino și de a cuceri zona Aurunci cu vârfurile sale montane în scopul ruperii liniei Gustav, era de a deplasa grosul Armatei a 8-a britanice, comandate de gen.-lt. Oliver Leese⁠(d), de pe frontul de la Adriatica dincolo de coloana vertebrală a Italiei pentru a face joncțiunea cu Armata a 5-a americană și de a ataca de-a lungul unui front de 30 km între Cassino și mare. Armata a 5-a (Corpul II american și Corpul Expediționar francez) avea să se afle pe stânga, iar Armata a 8-a (Corpul XIII și Corpul II polonez) pe dreapta. Odată cu venirea primăverii, condițiile la sol s-au ameliorat și avea să fie posibilă desfășurarea eficientă de formațiuni largi și de blindate.

### Planul și pregătirile
Planul pentru Operațiunea Diadema a fost ca Corpul II american de pe stânga să atace în zona coastei de-a lungul drumului 7 înspre Roma. Corpul francez din dreapta lor urma să atace de pe capul de pod de dincolo de Garigliano creat inițial de Corpul X în ultima bătălie din ianuarie către Munții Aurunci care formau o barieră între câmpia litorală și valea Liri. Corpul XIII britanic din zona de centru-dreapta a frontului urma să atace de-a lungul văii Liri în timp ce pe dreapta Corpul 2 polonez (Diviziile 3 și 5) sub comanda gen.-lt. Władysław Anders, care înlocuise Divizia 78 în zona montană de dincolo de Cassino la 24 aprilie, avea să încerce să îndeplinească misiunea nereușită de Divizia 4 indiană în februarie, de a izola mănăstirea și de a avansa dincolo de ea către valea Liri pentru a face joncțiunea cu înaintarea Corpului XIII pentru a cuceri poziția Cassino. Se spera că, fiind o forță mult mai largă decât predecesorii săi indieni, vor putea să satureze apărarea germană într-atât încât să o facă incapabilă să-și mai susțină reciproc pozițiile. Vremea mai bună, condițiile de la sol și proviziile aveau să fie factori importanți. Din nou, manevra de ocolire a corpurilor britanic și polonez erau cheia succesului de ansamblu. Corpul I canadian avea să fie ținut în rezervă, gata de a exploata înaintarea. Odată ce Armata a Zecea germană avea să fie înfrântă, corpul VI american urma să iasă de pe plaja Anzio pentru a tăia calea germanilor în retragere în zona Dealurilor Albane.
Marile mișcări de trupe necesare pentru această strategie au durat două luni. Ele a trebuit să fie executate în unități mici, pentru a păstra secretul și elementul surpriză. Divizia 36 americană a fost trimisă să pregătească un asalt amfibiu, și s-au înființat posturi de control false și trafic radio fals pentru a da impresia că se pregătește o mare debarcare la nord de Roma. Acest plan trebuia să țină forțele de rezervă germane departe de linia Gustav. Mișcările de trupe în zonele înaintate au fost efectuate doar pe timp de noapte, iar unitățile blindate care se deplasau de pe frontul de la Adriatica au lăsat în urmă tancuri și vehicule astfel încât zonele lăsate libere să pară neschimbate pentru misiunile aeriene inamice de recunoaștere. Diversiunile au funcționat. Chiar și în a doua zi a ultimei bătălii de la Cassino, Kesselring estima că aliații aveau șase divizii în fața celor patru ale lui care apărau frontul de la Cassino. În realitate, erau treisprezece.

### Bătălia
Primul asalt (11–12 mai) asupra orașului Cassino a început la ora 23:00 cu un bombardament masiv de artilerie, cu 1.060 de tunuri asupra frontului Armatei a 8-a și cu 600 de tunuri asupra frontului Armatei a 5-a, ocupat de soldați britanici, americani, polonezi, neozeelandezi, sud-africani și francezi. Într-o oră și jumătate, atacul era deja început în toate cele patru sectoare. Până dimineața, Corpul II american înaintase foarte puțin, dar colegii lor din Armata a 5-a, corpul francez, își îndeplinise obiectivele și ocupase Munții Aurunci, îndreptându-se acum spre Armata a 8-a din dreapta sa, neutralizând pozițiile germane dintre cele două armate. Pe frontul Armatei a 8-a, Corpul XIII efectuase două treceri dificile ale râului Rapido (cu Divizia 4 infanterie britanică și Divizia 8 indiană). Geniștii din Divizia 8 indiană a lui Dudley Russell⁠(d) au reușit până dimineața să construiască un pod peste râu, pe care blindatele Brigăzii 1 canadiene au putut trece și au devenit un element important (atât de necesar și absent americanilor în prima bătălie și neozeelandezilor în cea de a doua) pentru respingerea contraatacurilor tancurilor germane.

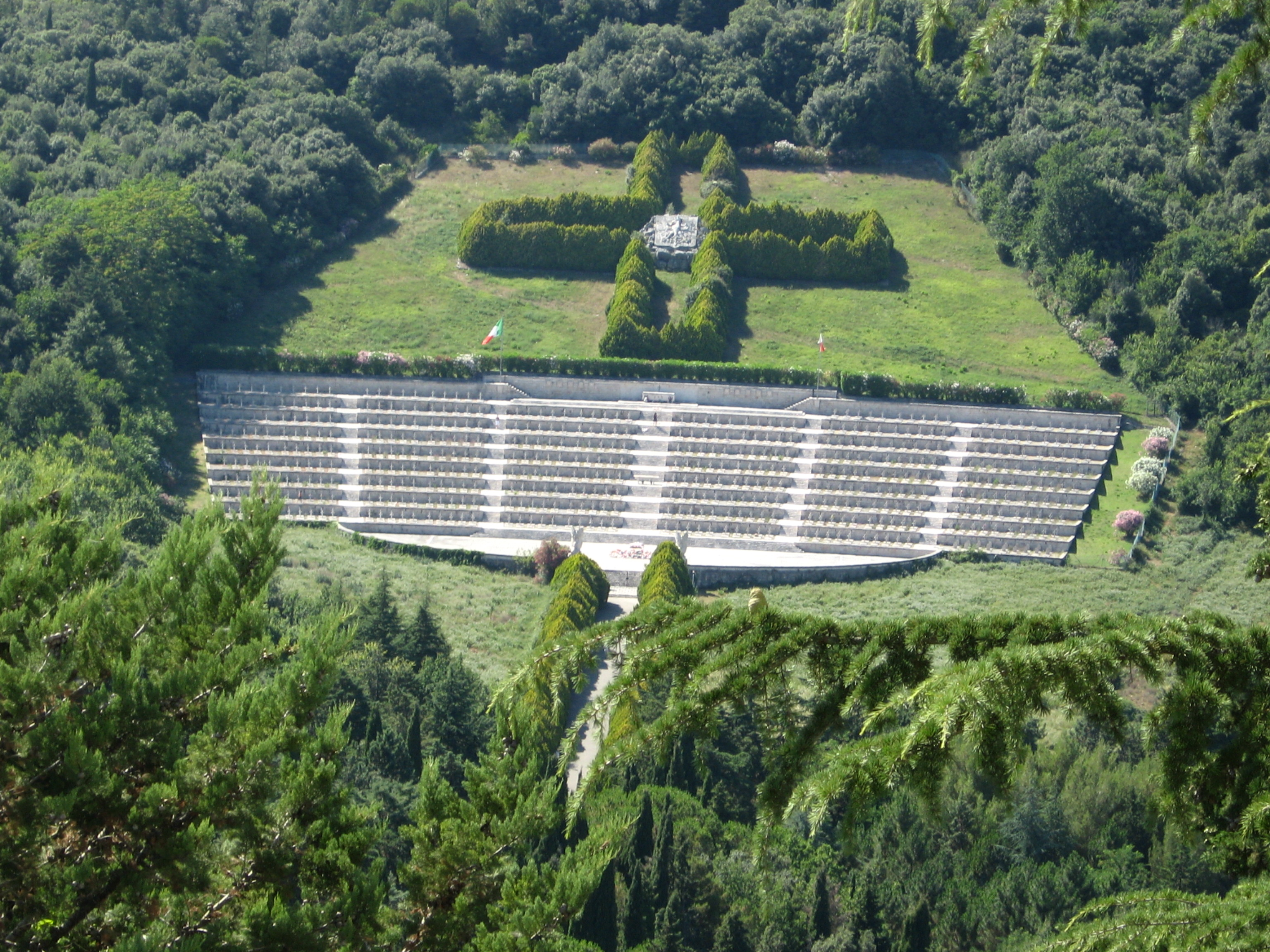
Monte Cassino - Cimitirul Militar Polonez

În munții de lângă Cassino, Monte Calvario (Muntele Calvarului, denumit și Punctul 593 sau Creasta Capului de Șarpe) a fost cucerit de polonezi doar pentru a fi recapturat de parașutiștii germani. Timp de trei zile, atacurile poloneze și contraatacurile germane au dus la pierderi grele de ambele părți. Corpul polonez a pierdut 281 de ofițeri și 3.503 soldați în asalturile împotriva Regimentului 4 parașutiști al colonelului Ludwig Heilmann⁠(d), până la oprirea atacurilor. „Doar opt sute de germani au reușit să respingă atacurile a două divizii”, zona din jurul munților fiind transformată într-un „Verdun în miniatură”. La sfârșitul bătăliei, polonezii au ridicat un monument pe pantele muntelui.
Până în după-amiaza zilei de 12 mai, capetele de pod de peste Rapido se înmulțeau în pofida contraatacurilor furibunde în timp ce luptele de uzură de pe coastă și din munți continuau. Până la 13 mai, presiunea începuse să-și spună cuvântul. Flancul drept german începuse să cedeze în fața Armatei a 5-a. Corpul francez capturase Monte Maio și se afla acum într-o poziție favorabilă pentru a da asistență materială dinspre flanc Armatei a 8-a împotriva căreia Kesselring aruncase toate rezervele disponibile pentru a câștiga timp pentru trecerea pe a doua poziție defensivă, linia Hitler, la circa 13 km în spate. La 14 mai, Moroccan Goumier⁠(d)ii marocani, deplasându-se prin munți paralel cu valea Liri, teren neapărat doearece nu se considera că poate fi traversat, au flancat apărarea germană, ajutând concret Corpul XIII din vale. În 1943, goumierii erau trupe coloniale asamblate în patru grupuri de tabori marocani (GTM), fiecare format din unități denumite tabori, cam de dimensiunea unui batalion, specializate în luptele de munte. Corpul Expediționar Francez al lui Juin era format din comanda goumierilor marocani (CGM) (ci GTM 1, 3 și 4) al generalului Augustin Guillaume⁠(d) totalizând circa 7.800 de combatanți, aproximativ de forța unei divizii, și 4 divizii mai convenționale: Divizia 2 infanterie marocană, Divizia 3 infanterie algeriană, Divizia 4 vânători de munte marocană și Divizia 1 franceză liberă.
La 15 mai, Divizia 78 britanică a venit în linia Corpului XIII din rezervă, trecând prin diviziile de la capetele de pod pentru a executa manevra de izolare a orașului Cassino de valea Liri. La 17 mai, divizia poloneză și-a reluat asaltul în munți. Până la orele dimineții zilei de 18 mai, Divizia 78 și corpul polonez făcuseră joncțiunea în valea Liri la 3 km vest de Cassino.
În dimineața zilei de 18 mai, o misiune de recunoaștere a Regimentului 12 cavalerie Podolia al polonezilor a găsit fortificațiile mănăstirii abandonate și au înălțat un drapel polonez peste ruinele sale. Ultimii parașutiști germani (în număr de circa 200), ale căror linii de aprovizionare erau amenințate de înaintarea de-a lungul văii Liri, se retrăseseră cu o noapte înainte pe noile poziții de pe linia Hitler. Singurii apărători rămași erau un grup de treizeci de germani răniți care nu se puteau deplasa.

## Urmări

### Linia Hitler
Unitățile Armatei a 8-a au înaintat în sus pe valea Liri, iar Armata a 5-a de-a lungul coastei până la linia defensivă Hitler (rebotezată linia Senger la insistențele lui Hitler pentru a minimiza semnificația eventualei ei penetrări). Un atac imediat a eșuat, și Armata a 8-a a decis să se regrupeze. Trecerea a 20.000 de vehicule și 2.000 de tancuri prin linia ruptă Gustav era o operațiune majoră care a durat mai multe zile. Următorul asalt asupra liniei a început la 23 mai cu corpul polonez atacând Piedimonte (apărat de redubtabila Divizie 1 parașutiști) pe dreapta și cu Divizia 1 infanterie canadiană (proaspătăm din rezerva Armatei a 8-a) în centru. La 24 mai, canadienii au rupt linia și Divizia 5 blindate a trecut prin breșă. La 25 mai, polonezii au cucerit Piedimonte și linia s-a prăbușit. Drumul pentru înaintarea spre Roma era liber.

### Ruperea încercuirii de la Anzio
În vreme ce canadienii și polonezii își lansau atacurile la 23 mai, generalul Lucian Truscott, care îl înlocuise pe gen.-lt. John P. Lucas⁠(d) în funcția de comandant al Corpului VI american, a lansat un atac dublu cu cinci (trei americane și două britanice) din cele șapte divizii aflate în capul de pod de la Anzio. Armata a 14-a germană aflată în fața acestui asalt nu avea divizii de blindate deoarece Kesselring trimisese blindatele spre sud să susțină Armata a 10-a germană în acțiunea de la Cassino. O singură divizie blindată, 26 Panzer, se afla în trecere de la nord de Roma unde fusese ținută în așteptarea inexistentei debarcări simulate de aliați și deci nu putea lupta.

### Clark capturează Roma dar nu încercuiește Armata a 10-a germană
La 25 mai, cu Armata a 10-a în plină retragere, Corpul VI se deplasa spre est să-i taie calea. Până a doua zi, ei ar fi blocat linia de retragere și Armata a 10-a cu toate rezervele lui Kesselring, ar fi fost încercuită. În acest punct, generalul Mark Clark i-a ordonat lui Truscott să-și schimbe direcția de atac de la nord-est către Valmontone pe Drumul 6 la una spre nord-vest direct către Roma. Motivele deciziei lui Clark sunt neclare și controversate. Majoritatea comentatorilor arată ambiția lui Clark de a fi primul care ajunge la Roma deși unii sugerează că el s-ar fi îngrijit să dea un respiro trupelor lui obosite (fără a ține cont că trupele sale trebuiau să efectueze un atac frontal în noua direcție asupra fortificațiilor pregătite de germani pe linia Caesar C). Truscott a scris apoi în memoriile sale că Clark „se temea că britanicii uneltesc să ajungă ei primii la Roma,” sentiment confirmat și de propriile scrieri ale lui Clark. Alexander delimitase însă clar misiunile fiecărei Armate înainte de bătălie, și Roma era alocată Armatei a 5-a. Armatei a 8-a i s-a reamintit permanent că misiunea sa era de a ataca Armata a 10-a, de a distruge cât de mult se poate din ea și de a ocoli Roma pentru a continua urmărirea spre nord (ceea ce a și făcut, urmărind Armata a 10-a germană în retragerea ei circa 360 km către Perugia timp de 6 săptămâni).
În acel moment, Truscott a rămas surprins, scriind mai târziu:
| “ | ...Am fost uluit. Nu era momentul să ne îndreptăm spre nord-vest unde dușmanul era încă puternic; trebuia să mergem cu toată puterea spre valea Valmontone pentru a asigura distrugerea armatei germane în retragere. N-am vrut să execut ordinul până n-am discutat personal cu generalul Clark. ... el nu era la capul de pod și nu a putut fi găsit prin radio. ... ordinul era de așa natură că a deturnat efortul principal al forțelor de pe plajă dinspre valea Valmontone și a împiedicat distrugerea Armatei a 10-a germane. Pe 26, ordinul a fost pus în aplicare. | ” |

El a scris mai departe:
| “ | Nu a fost niciodată vreo urmă de îndoială în mintea mea că dacă generalul Clark ar fi respectat cu loialitate instrucțiunile generalului Alexander, dacă nu ar fi schimbat direcția atacului meu către nord-vest la 26 mai, obiectivele strategice de la Anzio ar fi fost în întregime îndeplinite. A fi primul la Roma a fost o palidă compensare pentru această ocazie pierdută. | ” |

Într-adevăr, s-a ratat o ocazie și șapte divizii ale Armatei a 10-a au reușit să ajungă la următoarea linie de apărare, linia Trasimene unde au putut face legătura cu Armata a 14-a, retrăgându-se pe puternica Linie Gotică la nord de Florența.
Roma a căzut la 4 iunie 1944, cu doar două zile înainte de debarcarea din Normandia.